# Pomnik Jana Husa
Pomnik Jana Husa – pomnik stojący na jednym z końców Rynku Staromiejskiego w Pradze w Czechach. Ogromny pomnik przedstawia zwycięskich wojowników husyckich i protestantów, którzy zostali zmuszeni do emigracji 200 lat po Janie Husie oraz młodą matkę, która symbolizuje odrodzenie narodowe. Został odsłonięty w 1915 roku dla uczczenia 500. rocznicy męczeńskiej śmierci Jana Husa. Pomnik został zaprojektowany przez Ladislava Šalouna i opłacony wyłącznie z publicznych dotacji. Od 1962 roku jest chroniony przez rząd jako narodowy zabytek kultury Republiki Czeskiej.
Jan Hus, urodzony w 1370, stał się wpływowym myślicielem religijnym, filozofem, reformatorem w Pradze. Uważał, że katolickie msze należy prowadzić w języku ojczystym lub języku lokalnym, a nie po łacinie. To było niezgodne z nauką Kościoła i Hus został ostatecznie potępiony przez sobór w Konstancji i spalony na stosie w 1415 roku.